# Sri Yukteswar Giri
Sri Yukteswar Giri (também conhecido como Sriyukteswar Giri e Sriyukteshvar Giri) (Serampore, 10 de maio de 1855 — Puri, 9 de março de 1936) é o nome monástico de Priyanath Karar (também Preonath Karar), o guru de Paramahansa Yogananda. Sri Yukteswar foi um Jyotisha (astrólogo tradicional), um yogi, e um grande conhecedor do Bhagavad Gita e da Bíblia. Ele foi um discípulo de Lahiri Mahasaya de Varanasi e membro do ramo Giri da ordem Swami. Yogananda refería-se a Sri Yukteswar como Jnanavatar, ou "Encarnação da Sabedoria".
Sri Yukteswar é um sábio indiano que vivenciou a verdade para depois pregá-la. Ele não tinha apenas o conhecimento teórico do que ensinava aos seus discípulos, mas, antes, ele realizou e assimilou toda a verdade que possuía em sua consciência, fazendo-a sua, para depois transmiti-la aos seus discípulos.
Ele é um dos seis Mestres que tiveram como missão divina disseminar ensinamentos sagrados e técnicas espirituais científicas através da Self-Realization Fellowship . A parte de Sri Yukteswar, em relação a essa missão, foi preparar seu principal discípulo, Paramahansa Yogananda, para a fundação de tal instituição.

## Vida espiritual
Yukteswar converteu a ampla casa de dois andares de sua família in Serampore em um ashram, chamado "Priyadham", onde ele residiu com seus alunos e discípulos. Em 1903, ele também estabeleceu um ashram na cidade costeira de Puri, chamando-o de "Karar Ashram". Desdes dois ashrams, Sri Yukteswar ensinou seus alunos, e deu início a uma organização chamada "Sadhu Sabha".

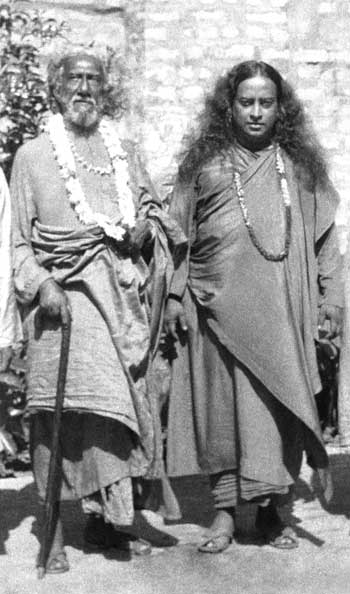
Sri Yukteswar e seu discípulo, Paramahansa Yogananda

Um interesse pela área educacional fez com que Sri Yukteswar desenvolvesse uma ementa para escolas, abordando os temas de física, fisiologia, geografia, astronomia e astrologia. Ele também escreveu um livro para bengalêses sobre o aprendizado básico do idioma Inglês e Hindi chamado Primeiro Livro, e escreveu um livro introdutório à astrologia. Mais tarde ele interessou-se pela educação das mulheres, o que era incomum em Bengala naquele tempo.

## Discípulos notáveis
- Paramahansa Yogananda
- Satyananda Giri

## Na cultura popular
A face de Sri Yukteswar's pode ser vista na capa do álbum Sgt. Pepper's Lonely Hearts Club Band dos The Beatles. Sua face, dentre as demais personalidades famosas da colagem utilizada na arte da capa deste álbum, localiza-se no canto superior esquerdo.